# السادس من نوفمبر (كتاب)
السادس من نوفبر كتاب يوثق تجربة إقدام47 سيدة سعودية على قيادة السيارة في شوارع مدينة الرياض في عام 1990م في مرحلة منع القيادة، والكتاب من تأليف عائشة محمد المانع، وحصة محمد آل شيخ.

## أهمية الكتاب
يُعد الكتاب أولَ كتاب يتناول بالمعلومة والتحليل والوثائق تلك التجربة ويوثق أحداثها. ويكتسب أهميته بأن مؤلفتيْه من المشارِكات الفاعلات في تلك المسيرة، فالكتاب يوثق تفاصيل مهمة في تلك التجربة، قبل المسيرة وأثناءها وما تلاها من تداعيات وأحداث وصخب إعلامي، وهي تفاصيل ظلت غائبة عن التناول لأكثر من عشرين عاماً. وعَمَدت المؤلفتان إلى دعم الكتاب بوثائق ذات أهمية، منشورات ومقالات صحافية، تناولت التجربة في حينها، سلباً أو إيجاباً، الأمر الذي يجعل من الكتاب وثيقة تاريخية لاغنى عنها في كتابة تاريخ المرأة السعودية وقصتها مع مطالبتها بحقوقها.

## محتويات الكتاب
يجد القارئ كشفاً لمقالات وأسماء لعناوين محاضرات وخُطب جمعة تناولت الحدث وشنّعت على المشاركات، وقف خلفها عدد ممن كانوا يُسمون حينذاك برموز الصحوة الإسلامية من أمثال سلمان العودة وعبد الوهاب الطريري وعبد الرحمن العشماوي وسفر الحوالي وناصر العُمر وغيرهم. وسيطلع القارئ على المقال الذي كتبه داود الشريان، رئيس تحرير المسلمون، حينذاك، رداً على سلمان العودة الذي لم يرَ بأساً من توزيع المنشورات، حتى وإن احتوت على معلومة خاطئة. كما تضمن الكتاب المقالات التي ردّت على الشريان مدافعة عن سلمان العودة من أمثال أحمد عثمان التويجري وعبد العزيز الجربوع، وسليمان الضحيان، والدور الذي قام به محمد المسعري في تهديد بعض المشاركات، وكذلك توثيق اللغط والجدل الذي دار في ردهات جامعة الإمام.